# Кашкіно (Сафоновський район)
Кашкіно (рос. Кашкино) — присілок Сафоновського району Смоленської області Росії. Входить до складу Беленінського сільського поселення.
Населення — 10 осіб (2007 рік). 